# Pang (Computerspiel)
Pang ist ein Arcade-Spiel, das 1989 von dem Unternehmen Mitchell entwickelt und vertrieben wurde. In den USA ist das Spiel unter dem Namen Buster Bros (Vertrieb durch Capcom) bekannt. In Japan wurde es unter Pomping World veröffentlicht.

## Spielbeschreibung
Der Spieler versucht mit einer Harpune Ballons, die ähnliche Eigenschaften wie Gummibälle aufweisen, zum Platzen zu bringen. Wird ein Ballon getroffen, teilt er sich in zwei kleinere auf. Je nach Größe dieser ist das Teilen maximal dreimal möglich. Beim vierten Mal verschwindet der Ballon vom Spielfeld.
Berührt der Spieler jemals einen Ballon, verliert er ein Leben. Nach dem Verlust des dritten Lebens ist das Spiel vorbei.
Auf zufälliger Basis hinterlässt das Teilen der Ballons Power-Ups, die der Spieler einsammeln kann.
Diese ermöglichen beispielsweise das Schießen mit einer zweiten Harpune oder stattet diese mit Widerhaken aus.
Neben weiteren Waffen kann der Spieler auch einen Schutzschild oder Gegenstände finden, die den Zeitablauf der Ballons manipulieren.

## Level
Das Spiel besteht aus 50 Levels, die in 17 der Erde nachempfundenen Orten stattfinden. Die verschiedenen Spielfelder enthalten zum Beispiel den Angkor Wat in Kambodscha, die von Gaudi unvollendete Kirche Sagrada Família in Barcelona oder die Osterinsel.

## Nachfolger
1990 wurde der Nachfolger Super Pang veröffentlicht. 1995 folgte Pang! 3. Die Spielfelder im dritten Teil bestehen nicht mehr aus der Welt nachempfundenen Orten, sondern aus Kopien von verschiedenen Kunstwerken. Ein Beispiel ist das Bild Der Schrei von Edvard Munch. Das letzte Spiel der Serie stellt Mighty! Pang, das im Jahr 2000 von Capcom hergestellt wurde, dar.

## Portierungen

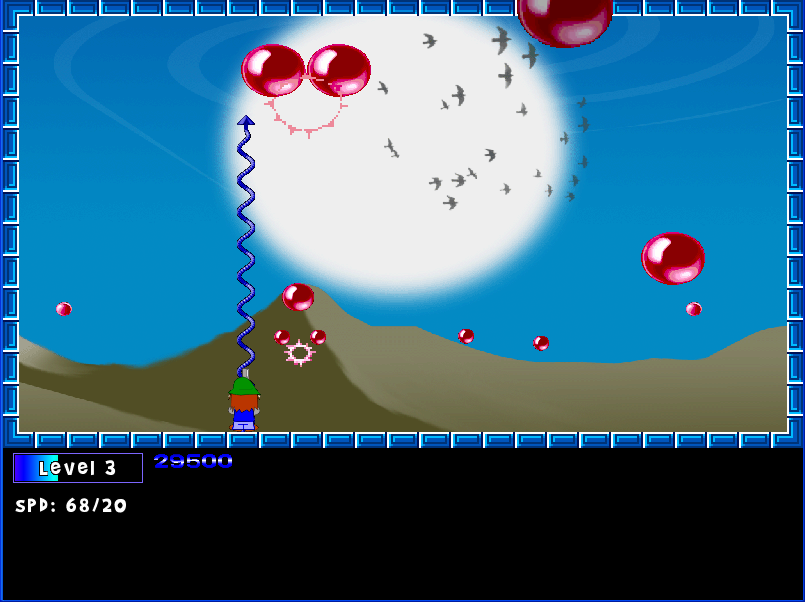
Screenshot von Pang Zero

Die Firma Ocean Software veröffentlichte 1990 Versionen für Amiga, C64, Atari ST, Amstrad CPC und Sinclair ZX Spectrum. 1992 folgte eine Umsetzung von Amwa für MS-DOS und 1993 schließlich durch Hudson Soft eine Veröffentlichung für Game Boy.
Super Pang wurde 1992 von Capcom für das SNES herausgebracht. 1997 erfolgte eine Veröffentlichung der ersten drei Teile als Super Pang Collection für PlayStation.
Noch vor der Umsetzung der Originalversion erschien 1990 das Spiel OOPS UP von der Firma Demonware für den Amiga. Neben der Hitsingle Oops Up von SNAP! als Soundtrack, besitzt das Spiel das gleiche Prinzip wie Pang.
Das Originalspiel erfreut sich auch in der jüngeren Vergangenheit noch einer gewissen Beliebtheit, was diverse Umsetzungen mit Java und anderer Programmiersprachen belegen.